# Elina Svitolina
Elena Svitolina (ukrajinski: Еліна Михайлівна Світоліна, Odesa, 12. rujna 1994.) ukrajinska je profesionalna tenisačica.

## Životopis
Svitolina trenira tenis od 5. godine života. S 15 je godina osvojila juniorski Roland Garros. Najbolji rezultat na Grand Slam turnirima ostvarila je drugim kolom Roland Garrosa 2013. godine. U Wimbledonu iste godine poražena je u prvom kolu, no pružila je dobar otpor kasnijoj pobjednici Marion Bartoli.
Trener joj je Sebastien Mattieu.

## Stil igre
Svitolina je tenisačica s jednim po boljih početnih udaraca na WTA Touru. Omiljene podloge su joj tvrda i zemlja.

## Rezultati na Grand Slam turnirima
| Grand Slam      | 2012. | 2013. |
| --------------- | ----- | ----- |
| Australian Open | -     | 1k    |
| Roland Garros   | -     | 2k    |
| Wimbledon       | -     | 1k    |
| US Open         | 1k    |       |

## Plasman na WTA ljestvici na kraju sezone
| 2010. | 2011. | 2012. | 2013. |
| ----- | ----- | ----- | ----- |
| 498.  | 269.  | 156.  |       |

## Vanjske poveznice
- Profil na stranici WTA Toura (engl.)